# ルロア・クララ
ルロア・クララ（Leroy Clala、1992年11月30日 -  ）は、フランス出身の元AV女優。

## 略歴
2016年5月にAVデビュー。
2018年3月で引退。公式ツイッターも閉鎖された。

## 人物
3～4歳の頃にセーラームーンのアニメを見て日本に憧れ、日本の大学に留学。しかし、来日すること自体が目標だったため、大学を次第につまらなく感じるようになり中退。その後に自身の有名になりたいという願望と男友達に勧められたことが切っ掛けで事務所（バンビプロモーション）に自ら応募しAV女優となった。
趣味・特技はバスケ。

## 出演作品

### アダルトDVD
2016年
- 西欧から来た少女AVデビュー（5月13日、MOODYZ）
- 「日本人が大好き!妊娠OKデス。こんなドMでも、中出しもらえマスカ?」 西欧の透きとおる留学生! 種付け乱交で(※音量注意) 大絶叫イキ! クララ21歳（6月25日、ジェントルマン）※「クララ」名義
- パイパン西欧少女を白人大好きオヤジにやり放題レンタル（7月1日、ワンズファクトリー）
- 新任女教師 ルロア・クララ マシンバイブ調教×催淫三角木馬×危険日中出し15連発 そのすべてで潮!潮!潮! 20（7月21日、サディスティックヴィレッジ）
- 「制服・下着・全裸」でおもてなし またがりオマ○コ航空 新人CA初めてのオマ○コサービス研修編 新人CA研修に密着!!（8月18日、SODクリエイト）
- 田舎のお嬢様学校の女子校生をさらって生ハメ!射精直前に「お前より可愛い娘を今すぐ電話で呼ばないと中出しするぞ」と脅して友達を連れてこさせて結局全員に生中出しスペシャル 2（9月1日、サディスティックヴィレッジ）　※AV OPEN 2016 ハード部門3位
- ザーメンプリンセス（9月2日、ミルキーキャット）
- ノーパン フレンチティーチャー（9月7日、プレミアム）
- 留学中の白い肌と締まりまくりの秘所を持った純フランス女子大生を、一泊の温泉旅行に連れ出して、欲望が尽きるまで性玩具にしてやった…。（9月13日、オーロラプロジェクト・アネックス）
- この女、犯してやる…。（9月25日、オーロラプロジェクト・アネックス）
- 賞金が出るので二人羽織ゲームしませんか? ナンパしてきた素人娘を別の素人娘(仕込んだAV女優)と対戦させ目の前でドエロい展開を見せつけたらどうなっちゃうの!?（9月25日、ナンパJAPAN）※「エヴァ」名義
- ナンパJAPANでお持ち帰りされSEXまでしちゃった一般女性が100万の賞金を目指して街行く男子を逆ナンパしてSEXしちゃいました!!（9月25日、ナンパJAPAN）※「エヴァ」名義
- （財）おちん○ん研究所に入所したから子作り（10月1日、ZUKKON/BAKKON）
- マジックミラー号 「早漏に悩む男性の暴発改善のお手伝いをしてくれませんか?」 海で声をかけたノリの良い水着姿の美少女たちが敏感チ○ポを励まし、互いに何度も気持ちよくなる連続射精SEX!! 6（10月6日、SODクリエイト）※「ローラ」名義
- 国境越えたレズビアン（10月13日、セレブの友）
- 絶望エロス ゴムなしホームステイ（11月13日、絶望エロス）
- 北陸地方最古の歓楽街●●温泉郷のちょんの間には、昨今密かに地元で話題独占中の“EUから来た激カワぱいぱんドマゾ美少女”が何らかの事情で在籍しているらしい。（12月13日、MARX）

2017年
- 絡みつくベロフェラ 濃厚レズ接吻（1月1日、ゑびすさん）
- バーチャルべろチュウ（1月1日、ゑびすさん）
- 媚薬性感地獄 －国際犯罪潜入捜査官アリスの残酷なる快楽処刑－（1月7日、ATLANTIS-H）
- ウルトラM性感研究所 クラブ・ザ・サッキュバス イキっぱなしのセレナーデ 〜狂乱天使の瞳に映る白き液体〜（1月25日、AVS Collector's）
- 過敏な乳首 舐められて勃起する乳首レズビアン（2月1日、ゑびすさん）
- 思○期チ○ポに興奮する猥褻女家庭教師がした事の全記録 8（2月2日、グローリークエスト）
- ウブな箱入り娘の過激すぎる裏バイト 2（2月7日、ATLANTIS-H）
- 女子大生だらけのシェアハウスでM男に調教された僕 3（4月5日、フリーダム）
- 男の苦しむ顔を見るのが大好きな女子校生達 くすぐり・電気あんま・金蹴り（5月5日、フリーダム）
- カラータイツが公認の学園で。（6月5日、フリーダム）
- 完全主観 罵倒地獄 Vol.6 〜夢も希望も無いオマエらに告ぐ〜（6月5日、フリーダム）
- フランス美女レズビアン ルロア・クララ（6月19日、ゑビスさん）
- ガチンコ全裸三種競技 2 Naked七夕祭り&夏フェス2017 ぬるぬるテカテカのエロボディ!夏全開!マ○コ全開の競技で団体戦!! 〜全裸ローションスイカ割り、全裸ビーチクフラッグス、全裸オイル相撲で真剣勝負〜（7月20日、ROCKET）
- YOUはナニしに東京へ? 4（7月28日、S級素人）
- 自分で自分の足の裏を撮影した女の子。 2（8月5日、フリーダム）
- 自画撮りプライベートオナニー 厳選ドスケベ美女14人!!（9月7日、グローリークエスト）
- 挨拶はディープキスが当たり前! 日本国民ベロチュウ記念日（9月7日、AKNR）

2018年
- 社員旅行で強制温泉混浴させられ宴会でピンクコンパニオンまがいの全裸芸をやらされ最後には全員の前でSEXさせられても「監督になるための試練だぞ、頑張れ」と言われたら結局泣き寝入りするしかないサディスティックヴィレッジの女AD（2月22日、サディスティックヴィレッジ）
- 生まれて初めての金蹴り 5 使い物にならなくなってもイイんですか?（1月5日、フリーダム）